# Pagoda Sakyamuni del templo Fogong
La Pagoda Sakyamuni del templo de Fogong  (en chino tradicional, 佛宫寺释迦塔; en chino simplificado, 佛宮寺釋迦塔; pinyin, fógōng sì shìjiā tǎ), también llamada simplemente Pagoda de Yingxian, es una pagoda de madera construida en 1056 bajo la dinastía Liao (imperio Kitán que entonces abarcaba el norte de China). Se encuentra en el condado de Ying, ciudad de Shuozhou, provincia de Shanxi, República Popular de China. La pagoda fue construida por el emperador Liao Daozong (Hongji) en el sitio de la residencia familiar de su abuela. La pagoda, que ha sobrevivido a varios grandes terremotos a lo largo de los siglos, ha ganado fama en China ya que recibió el nombre genérico de Muta (en chino, 木塔; pinyin, mùtǎ); literalmente: «pagoda de madera»).
La pagoda se encuentra en una plataforma de 4 metros de altura, tiene una flecha de 10 metros y alcanza una altura total de 67,31 metros. Es la pagoda más antigua de madera que queda en China. Sin embargo, en China, la pagoda más antigua que existe es la pagoda Songyue envejecida en ladrillo, y los edificios de madera más antiguos que sobrevivieron son los pasillos de un templo budista en el Monte Wutai que datan de mitad de la dinastía Tang (618-907).

## Historia
La pagoda se construyó a 85 kilómetros al sur de la capital de la dinastía Liao en Datong. La enciclopedia Gujin tushu jicheng, publicada en 1725, establece que otra pagoda construida entre 936 y 943 se encontraba anteriormente donde se construyó la actual pagoda en 1056. Esta afirmación también se encuentra en otras fuentes (Shanxi tongzhi, Yingzhou xuzhi).
El Yingzhou zhi (Registro de la prefectura de Ying), escrito por Tian Hui en el reinado del emperador Wanli (1572-1620), afirma que la pagoda fue fundada y erigida en 1056 por un monje bhikkhu llamado Tian. Sin embargo, Tian Hui no encontró información que sugiriera la existencia de una posible pagoda construida entre 936 y 943 que la precediera.
Otro argumento a favor de la última fecha es el hecho de que la madre adoptiva del emperador Liao Xingzong era originaria de Yingzhou (actual "xian" de Ying). El hijo de Xingzong, Hongji (el emperador Liao Daozong) también se crio en el "xian" de Ying de acuerdo con la tradición kitán de criar hijos del clan Yelü en las familias de sus madres. Hongji también era conocido por ser un budista piadoso. La pagoda (siguiendo la tradición estupa) simbolizaba la muerte del Buda, que Hongji pudo asociar con su padre fallecido.
La pagoda estaba en el centro del terreno de un templo llamado Baogong antes de ser rebautizado como Fogong en 1315 bajo la Dinastía Yuan. Aunque la tierra fue descrita como gigantesca bajo la dinastía Jin (1115-1234), el templo comenzó a declinar bajo la Dinastía Ming.
El Yingzhou zhi sufrió un total de siete terremotos entre 1056 y 1103; a pesar de esto, la torre se mantuvo firme. Antes del siglo XX, la pagoda solo necesitó diez reparaciones menores. Sin embargo, se necesitaron reparaciones considerables después de que los soldados de Japón dispararon más de 200 tiros contra la pagoda durante la segunda guerra sino-japonesa (1937-1945).
Durante las reparaciones de la pagoda en 1974, se descubrieron textos de sutra budistas y otros documentos de la dinastía Liao. Este gran descubrimiento incluye los doce rollos del Tripitaka de los Liao (en chino tradicional, 遼藏; en chino simplificado, 辽藏) impresos con caracteres móviles en 1003 en Yanjing (actual Pekín), treinta y cinco rollos de textos sagrados xilografiados, el más largo mide 33,3 metros, y ocho manuscritos en rollos. Esto atestigua el uso tecnológico generalizado de los caracteres móviles que se desarrollaron durante la vecina dinastía Song. Una reliquia del diente de Buda también fue descubierta en 1974, escondida en una de las estatuas de Buda del cuarto nivel de la pagoda.

## Descripción
La pagoda tiene 54 tipos diferentes de dougong, el número más grande para una estructura de la dinastía Liao. Desde el exterior, la pagoda parece tener solo cuatro pisos por encima de una planta baja con dos aleros. Sin embargo, el interior revela que tiene ocho pisos en total. Los cuatro pisos ocultos se pueden notar desde el exterior gracias al pingzuo (terrazas). Un anillo de columnas sostiene los aleros más bajos en la planta baja, mientras que la pagoda también tiene columnas de sujeción internas. Una estatua de Buda Sakyamuni resalta de manera prominente en el centro de la planta baja, con un zaojing (casetón) decorado sobre su cabeza (la pagoda se llama Sakyamuni debido a esta estatua). Un zaojing también está tallado en el techo de cada piso de la pagoda. Las ventanas de los ocho lados de la pagoda ofrecen una vista de los alrededores, incluido el monte Heng y el río Songgan. En un día claro, se puede ver la pagoda desde una distancia de 30 kilómetros.

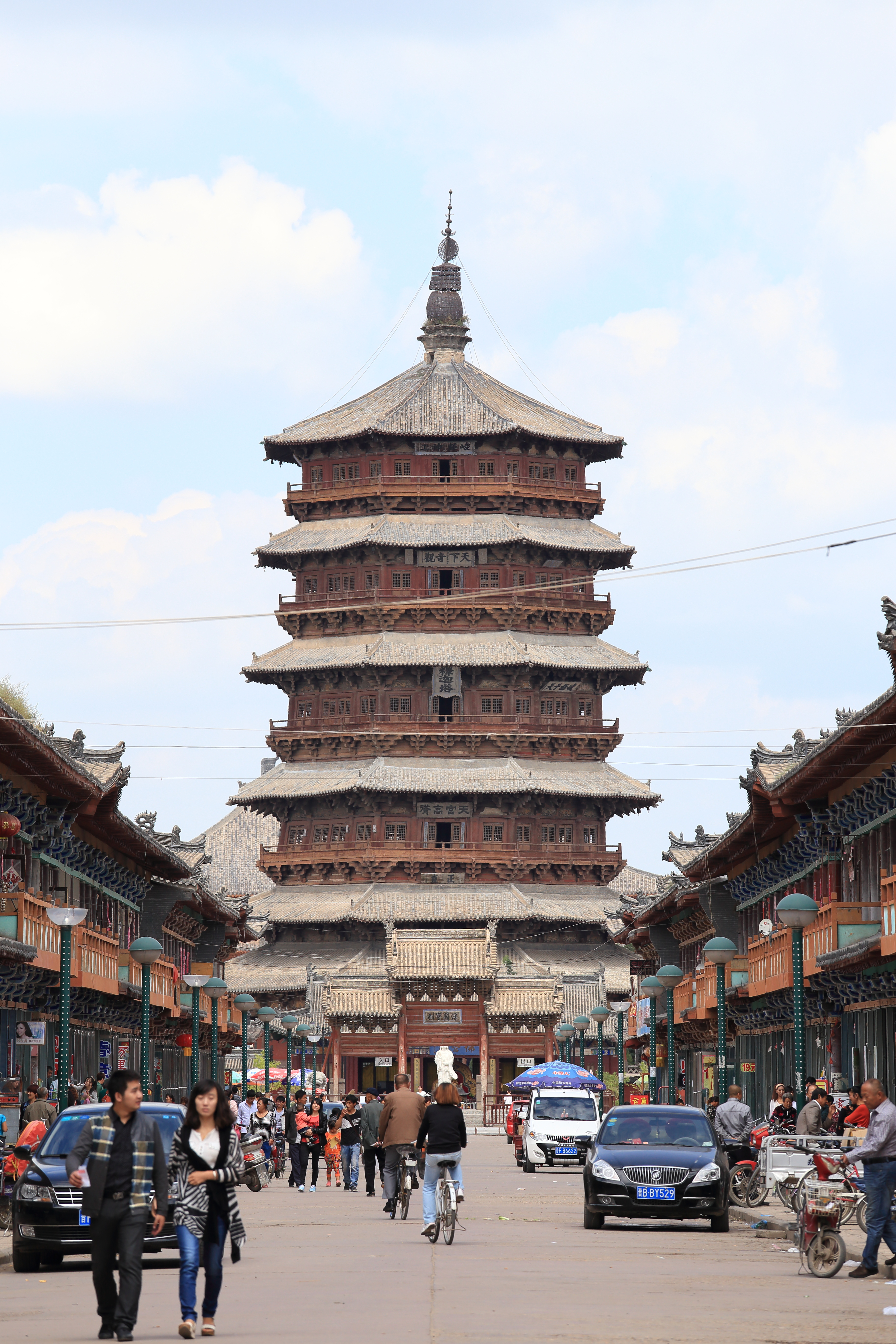
La pagoda vista desde la ciudad.
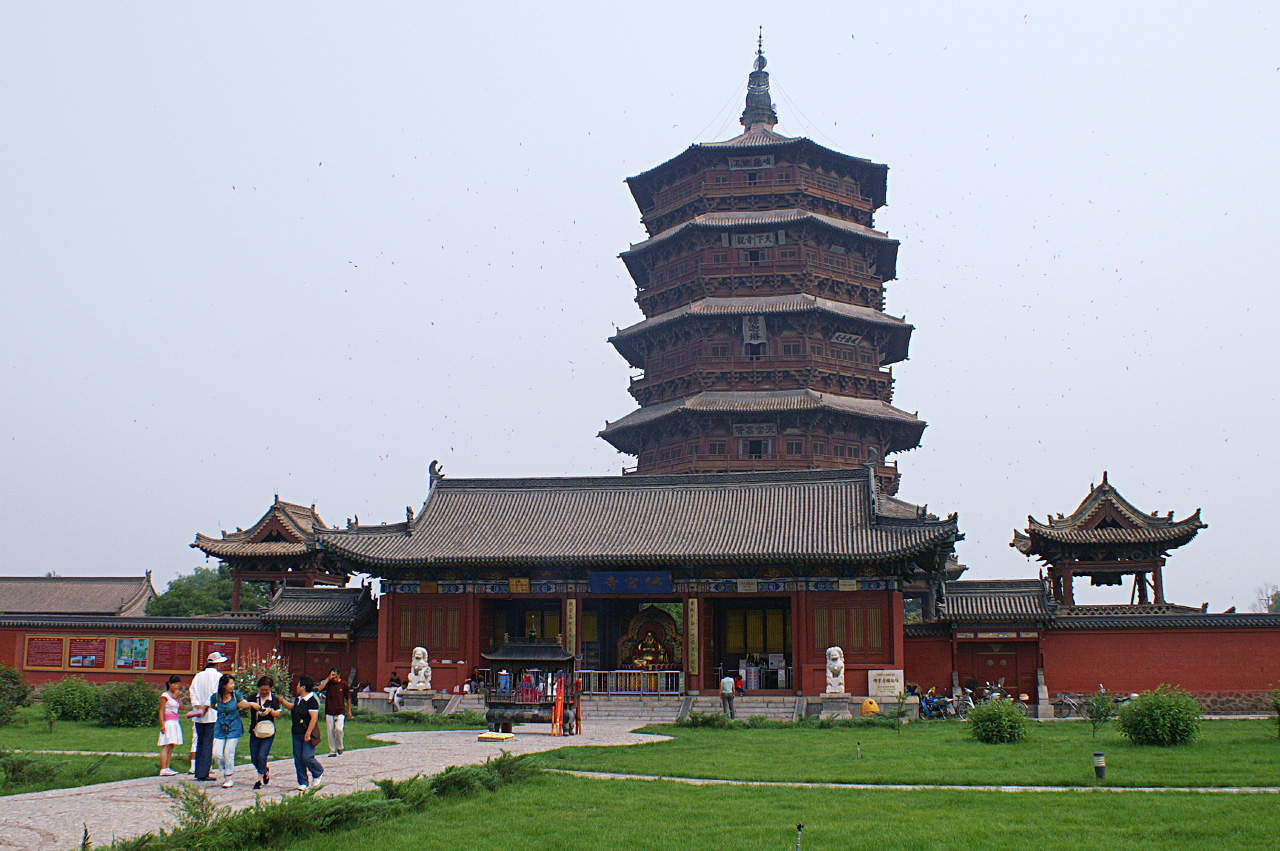
La pagoda y el emplazamiento del templo.
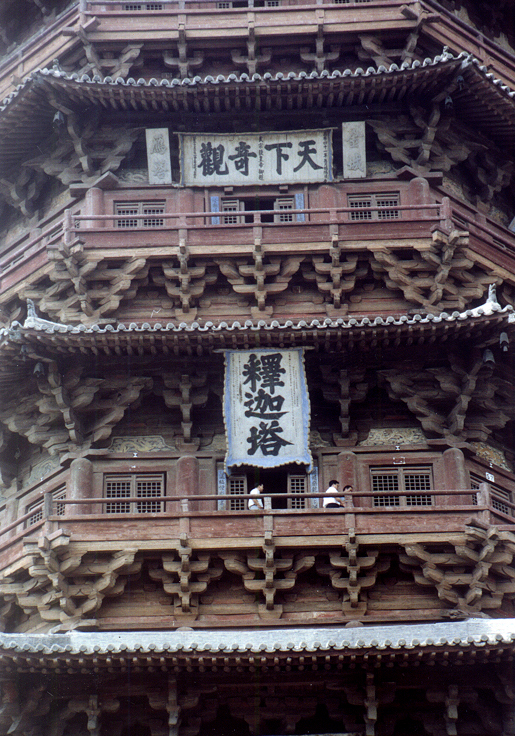
Detalle de los dougong.
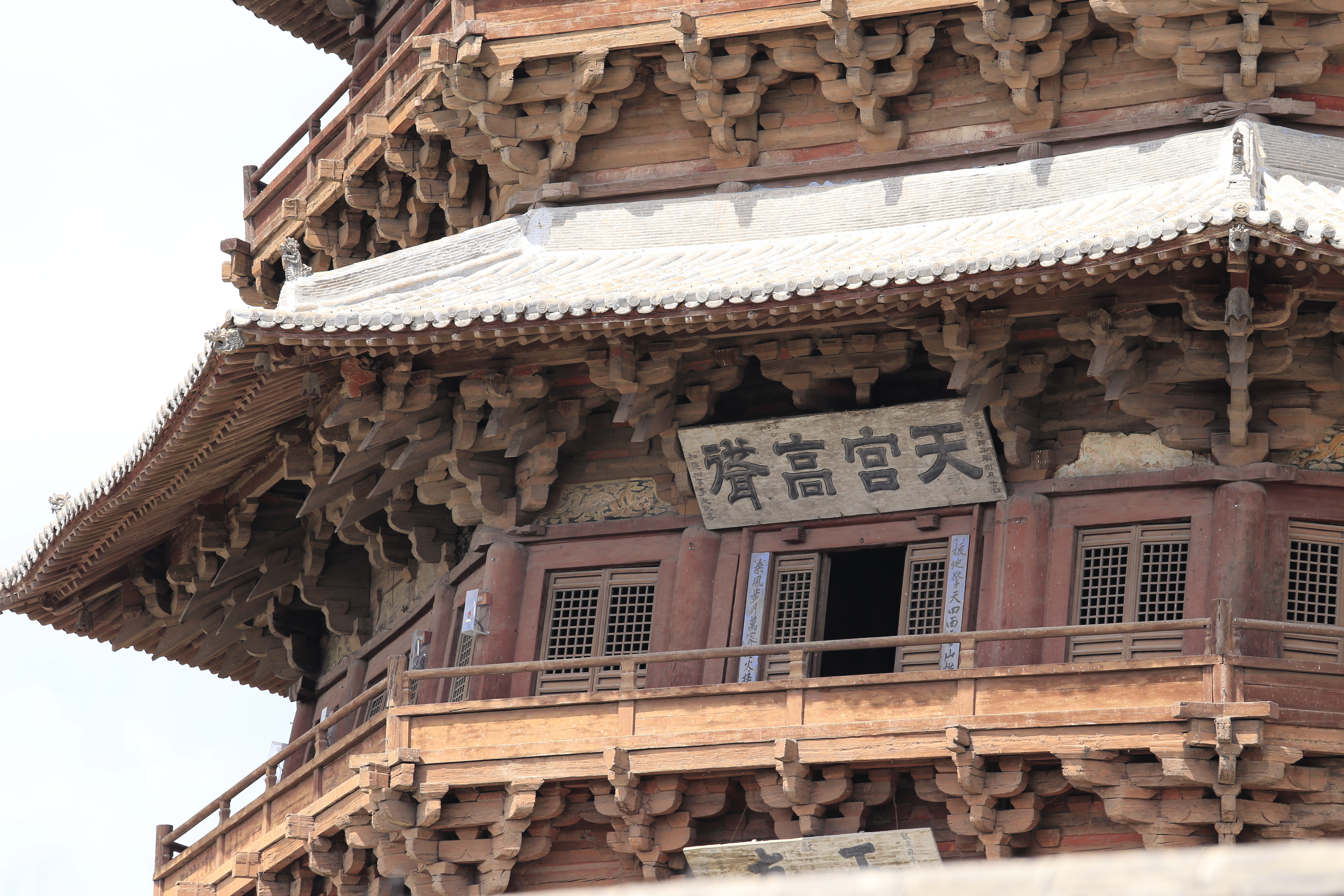
Detalle de un nivel.
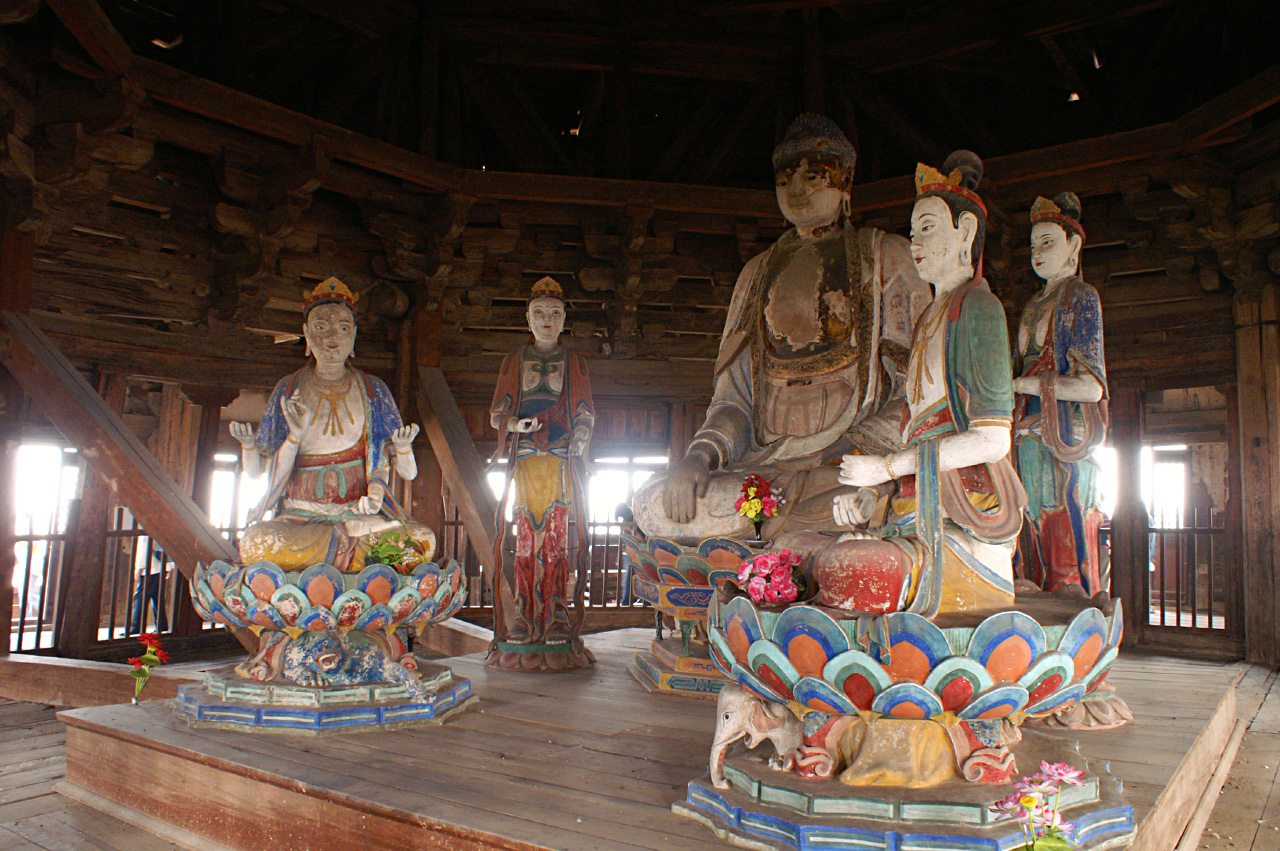
La estatua du Buda Sakyamuni y otras estatuas búdicas.
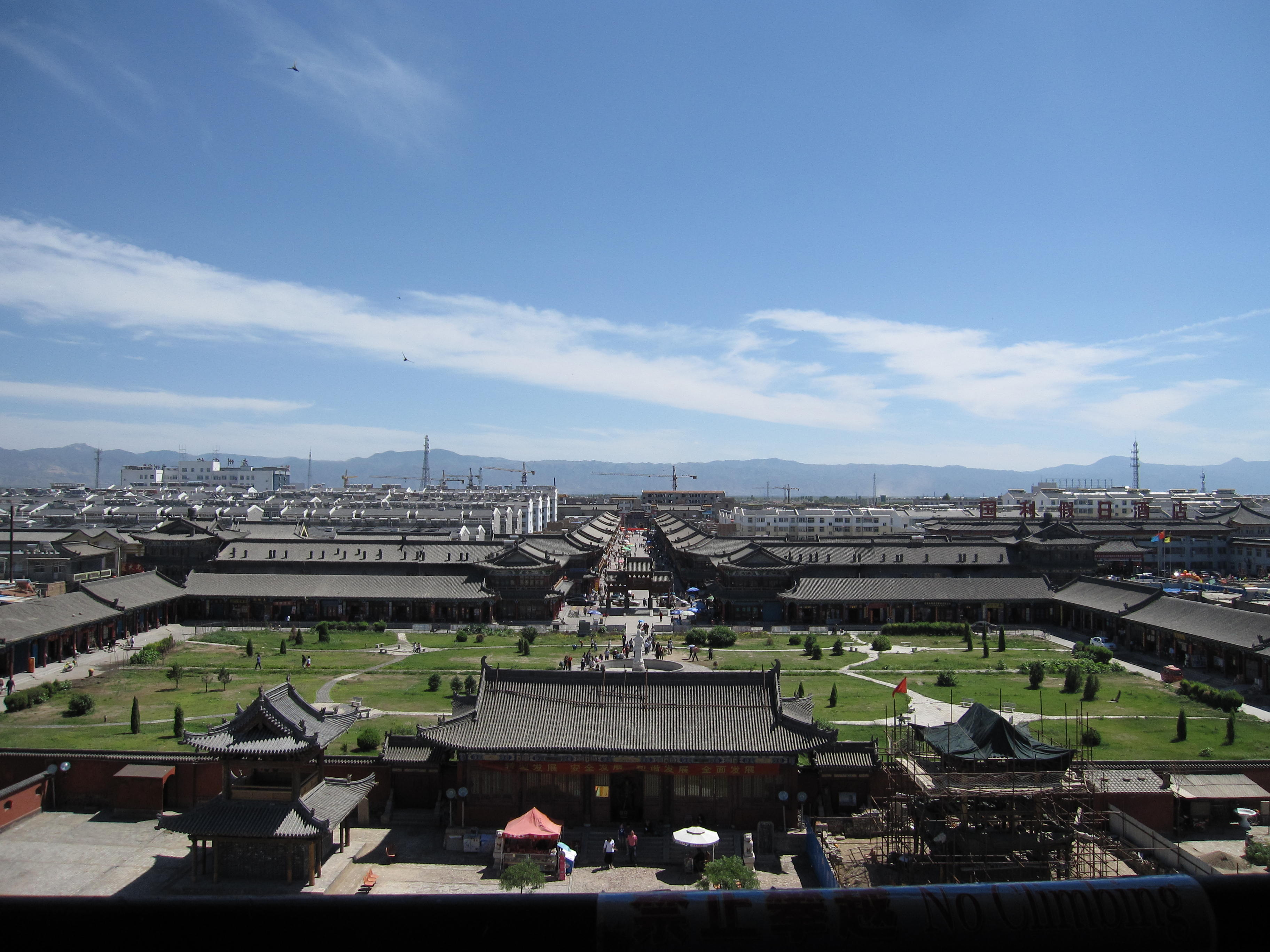
La ciudad vista desde la pagoda.

## Preservación
La Pagoda del Templo Fogong y sus alrededores están protegidos por la Administración Estatal del Patrimonio Cultural, dependiente del Ministerio de Cultura de la República Popular de China. En 2013, la pagoda se colocó con el templo Fengguo en la lista preliminar china para el Patrimonio Mundial de la UNESCO.